# 鈴木G族引擎
鈴木G族引擎是1990年代起日本鈴木公司開發製造的往復式汽油引擎，其中G18K型引擎實際上是J18A型，詳情參看鈴木J族引擎#J18/J18A型。由於1981年美國汽車巨擘通用汽車購入鈴木的股票，雙方展開合作關係，此族引擎大部份搭載於通用汽車旗下M平台所發展的車款，也就是第一代鈴木Cultus和第一代鈴木Escudo的兄弟車。

## G10型

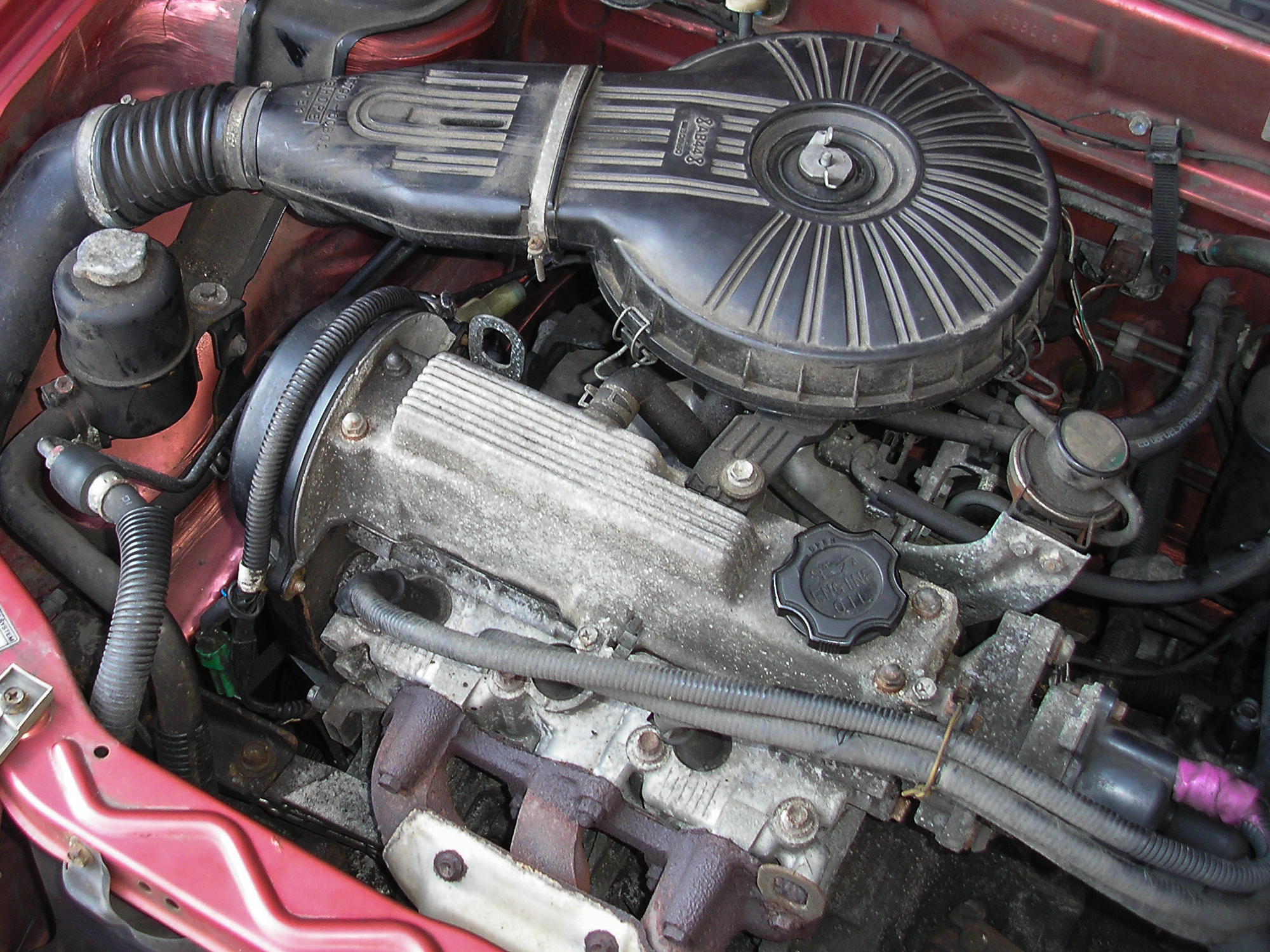
G10型引擎

排氣量993c.c.的G10型採直列三缸構造，汽缸本體、汽缸蓋皆以鋁合金打造，缸徑74.0mm、衝程77.0mm，壓縮比則8.3：1至9.8：1不等。1984年到1988年之間這具引擎採用化油器供油，1989年至2001年之間升級成節汽門噴射裝置；故前者最大馬力48hp / 5,100rpm、最大扭力57lb·ft / 3,200rpm，後者最大馬力55hp / 5,700rpm、最大扭力58lb·ft / 3,300rpm。
1985年至1991年間附有燃油多點噴射裝置、渦輪增壓的G10T型可在美國或加拿大市場加價選購，該具引擎可輸出70hp / 5,500rpm最大馬力、79lb·ft / 3,500rpm扭力峰值。至於日本本地市場，1984年6月上市時的化油器版輸出馬力80ps / 5,500rpm、扭力87lb·ft / 3,500rpm，1987年10月小改款時渦輪增壓版隨著出現，馬力提升至82ps，扭力也來到89lb·ft，直到1988年9月停售。
車型：
1. 1985年-2001年：鈴木Cultus（某些市場稱作鈴木Swift、鈴木Forsa）及其兄弟車雪佛蘭Sprint、吉優/雪佛蘭Metro、龐蒂克Firefly等
2. 1986年-1988年：五十鈴Geminett（日语：いすゞ・ジェミネット）
3. ICP沙瓦納（英语：ICP Savannah）：義大利ICP公司（英语：ICP srl）製造的雙人座小飛機

## G10B型
同樣是993c.c.的G10B型改成直列四缸構造，缸徑72.0mm、行程61.0mm、SOHC、16汽門。整具引擎皆以鋁合金打造，且有化油器、MPFI多點燃油噴射等兩種版本。最大馬力60.9ps / 6,000rpm，扭力峰值則為57.88lb·ft / 4,500rpm；至於1999年在臺灣上市的福特好幫手Pronto，搭配五速手排或是三速自排變速箱，並從化油器改成使用電子燃油噴射系統，使得最大馬力來到66hp / 6,500rpm、最大扭力7.8kg·m ／ 3,000rpm。
這具引擎因為具有輕量化、易改裝的特性，在印度當地被廣泛地運用在汽車賽事上，甚至曾出現過馬力100bhp以上的修改版本。此外，這具G10B型汽缸本體的螺絲接合點位置和G13型相近，所以兩者互換並非難事。車型：
1. 1993年-2006年：馬魯蒂Zen
2. 1999年-2007年：福特好幫手Pronto/P-RZ
3. 2011年-2017年：鈴木Cultus（巴基斯坦）

## G12型
G12型採直列四缸、SOHC、16汽門、多點燃油噴射（multi-point fuel injection）的構造，它乃基於G13BB型引擎而縮小缸徑至71.0mm，但衝程仍維持75.5mm，如此一來排氣量變成1,196c.c.，且燃油經濟表現比G13BB型更好。為了節省稅金以提高產品優勢，印度馬魯蒂鈴木公司採用此具引擎。
1. 2010年迄今：馬魯蒂Eeco

## G13型
屬於直列四缸構造的G13型，其汽缸本體、汽缸蓋、活塞皆以鋁合金製成。排氣量方面，G13A型是1,324c.c.，其餘皆為1,298c.c.；供油方式則有化油器、節汽門噴射、MPFI多點燃油噴射等多種方式。至於氣門設計則為多樣化：8或16汽門SOHC，或者16汽門DOHC。

### G13A型
G13A型的排氣量1,324c.c.，缸徑74.0mm、行程77.0mm，採用8汽門SOHC設計，壓縮比8.9：1。最大馬力70ps / 5,500rpm，扭力峰值10.7kg·m / 3,500rpm。車型：
1. 1984年-1988年：第一代鈴木Cultus
2. 1984年-1989年：第二代鈴木Samurai、SJ413（鈴木Jimny外銷版）
3. 1985年-1988年：霍頓Barina、鈴木Swift（皆鈴木Cultus的外銷版，前者為紐西蘭、澳洲，後者為歐洲、大洋洲、中國）

### G13B型
G13B型的排氣量1,298c.c.，缸徑74.0mm、衝程75.5mm，採16汽門DOHC結構，可輸出最大馬力100hp / 6,500rpm，最大扭力83ft·lb / 5,000rpm。壓縮比為10.1：1，但性能版GTi則為11.1：1。車型：
1. 1986年-1989年：第一代鈴木Swift GTi、鈴木Swift（鈴木Cultus外銷版）
2. 1989年-1994年：第二代鈴木Cultus GTi
3. 1999年-2005年：鈴木Every Landy

### G13BA型
G13BA型的排氣量1,298c.c.，缸徑74.0mm、衝程75.5mm、壓縮比8.9：1，採8汽門SOHC結構，外銷版可輸出最大馬力66hp / 6,000rpm，最大扭力10.5kg·m / 3,500rpm；日規版則可輸出最大馬力70ps / 6,000rpm，最大扭力10.4kg·m / 3,500rpm。此外，1995年到1997年間北美洲市場的G13BA型皆配置了HLA液壓式汽門間隙調節器（hydraulic lash adjuster）。車型：
1. 1989年-1997年：第二代鈴木Swift（鈴木Cultus外銷版）
2. 1989年-1993年：霍頓Barina
3. 1990年-1995年：第二代鈴木Samurai/SJ413（鈴木Jimny外銷版）
4. 1992年-1997年：吉優Metro
5. 1993年-1995年：第二代鈴木Jimny Sierra（JB31型）
6. 1994年-2000年：馬魯蒂1000/Esteem
7. 1994年-2003年：第二代速霸陸Justy
8. 1995年-1998年：第二代鈴木Jimny Sierra（外銷版JB32型）
9. 1996年-2000年：馬魯蒂Gypsy MG413W

### G13BB型
1995年3月發表的G13BB型之排氣量、缸徑、衝程仍不變，但採16汽門SOHC結構及電子多點燃油噴射系統，依不同調校程度可輸出：
- 最大馬力76ps-86ps / 6,000rpm、最大扭力77lb·ft–85lb·ft / 3,000rpm
- 最大馬力85ps / 6,000rpm、最大扭力10.8kg・m / 3,000rpm

車型：
1. 1995年-1998年：第二代鈴木Jimny Sierra（日規版JB32型）
2. 1995年-2002年：鈴木Baleno、鈴木Swift（第三代鈴木Cultus外銷版）
3. 1998年-2004年：第三代鈴木Jimny
4. 1998年-2001年：吉優/雪佛蘭Metro
5. 1999年-2007年：：馬魯蒂1000/Esteem
6. 2000年迄今：馬魯蒂Gypsy
7. 2013年迄今：鈴木Farm Worker 4x4

### G13K型
G13K型之排氣量、缸徑、衝程仍不變，採DOHC構造。車型：
1. 1989年-1994年：第二代鈴木Cultus GTi

## G15A型
排氣量1,493c.c.的G15A型引擎，其缸徑75.0mm、行程84.5mm，壓縮比9.5：1，採用16汽門SOHC構造，可輸出最大馬力97ps / 6,000rpm、扭力峰值
13.1kg·m / 3,200rpm。車型：
1. 1988年-2003年：第二代鈴木Cultus
2. 1995年-2002年：鈴木Baleno、鈴木Swift（第三代鈴木Cultus外銷版）
3. 2004年迄今：鈴木APV

## G16型

### G16A型
G16A型的排氣量為1,590c.c.，缸徑75.0mm、行程90.0mm，壓縮比9.5：1。1993年之前的設計屬於8汽門SOHC化油器或EPI噴射，但1993年後改成16汽門SOHC EPI噴射。最大馬力為100ps / 6,000rpm，最大扭力14.0kg·m / 4,500rpm。車型：
1. 1990年：第一代鈴木Escudo TAO1R-3/TAO1-2/TDOW-2型
2. 1990年：第二代鈴木Cultus ST413型
3. 1995年-1997年：鈴木X-90
4. 1996年-1998年：鈴木Sidekick / 吉優Tracker（鈴木Escudo外銷版，加拿大）
5. 2004年迄今：鈴木APV
6. 2008年迄今：鈴木Super Carry

### G16B型
G16B型的技術參數不變，但採16汽門SOHC EPI噴射的設計。最大馬力94ps / 5,200rpm，扭力峰值14.0kg·m / 4,000rpm。車型：
1. 1992年-1997年：鈴木Esteem / Baleno（鈴木Cultus外銷版）
2. 1996年-1998年：鈴木Sidekick / 吉優Tracker（鈴木Escudo外銷版）

## 內部連結
- 鈴木引擎列表

## 外部連結
- （日語）スズキ：G10型エンジン
- （日語）スズキ：G15A型エンジン
- （日語）スズキ：G16A型エンジン